# 接客ロボット
接客ロボット（せっきゃくロボット、英: Customer Service Robots）とは、対人向けの接客を行うことを目的として作られたロボット。
その形態は多種多様だが、人型、キャラクター型など、人間が違和感を感じにくい外見になっている。

## 種類

### 配膳ロボット
代表例 : Servi（サービィ）、BellaBot（ベラボット）（（中国）プードゥ・ロボティクス）

### 案内ロボット
大型のショッピングセンターやホテル・旅館等で、客の案内を行うロボット。道を教えるだけでなく、客とともに移動して案内を行うものも存在する。
外見はデフォルメ化されたキャラクターや、ディスプレイのついた円柱のようなものなど様々である。
代表例：Siriusbot（シリウスボット）

### 対話ロボット
銀行や病院、飲食店等で、客と対話し、触れ合うことを目的としたロボット。客が待ち時間に退屈してしまうのを防ぐ効果がある。
その性質上、外見は人型のものが多い。対話だけでなく、他の接客サービスも行う場合もある。
代表例：Pepper（ペッパー）